# لحظه‌ای در نیویورک (فیلم)
لحظه‌ای در نیویورک (به انگلیسی: New York Minute) فیلمی محصول سال ۲۰۰۴ آمریکا به کارگردانی دنی گوردن است. در این فیلم بازیگرانی همچون مری کیت اولسن، اشلی اولسن، ایگن لوی، اندی ریچر، جرد پادالکی، ارنست بورگناین، باب سجت، دارل هموند و آندره‌آ مارتین ایفای نقش کرده‌اند.

## داستان
خواهران دوقلوی همسان هفده ساله جین (اشلی اولسن) و راکسی رایان (مری کیت اولسن) کاملاً از لحاظ اخلاقی با هم متفاوت هستند. آنها با پدر خود زندگی می‌کنند. جین برای مصاحبه یک بورس تحصیلی معتبر کالج در خارج از کشور و راکسی برای اجرای پانک-راک، در پشت صحنه فیلمبرداری باید به یک سفر مشترک بروند.
جین و راکسی سوار قطار می‌شوند و به نیویورک می‌روند. در ایستگاه، جین به جیم (ریلی اسمیت) برخورد می‌کند و آنها قبل از اینکه سوار قطار شود، با هم معاشقه می‌کنند. در همین حال، راکسی پس از اینکه دستگاه تراشه غیرقانونی به اشتباه در کیف او قرار گرفت، ناآگاهانه درگیر یک معامله در بازار سیاه می‌شود. بنی بنگ (اندی ریکتر)، مردی که پشت سر این طرح تراشه قرار دارد، به روکسی پیشنهاد می‌دهد تا سوار بر لیموزین شود و او قبول می‌کند و جین را به دنبال خود می‌کشاند که در مورد سوار شدن به اتومبیل با افراد غریبه اکراه ندارد. او در اتومبیل را قفل می‌کند اما دوقلوها از طریق سقف آفتابی ماشین فرار می‌کنند و تا مترو آن‌ها را تعقیب می‌کند، سپس آن‌ها با هم مبارزه می‌کنند.
در همین حال ماکس لوماکس (یوجین لوی)، یک افسر سخت کوش و سختگیر، پس از خبر مفقود شدن راکسی توسط مدرسه و جعل نامه‌های غیبت از سوی پدرش، در جستجوی یافتن راکسی است. چندین حادثه ناخوشایند هنگامی که سفر خود را شروع می‌کنند برایشان رخ می‌دهد. در نزدیکترین فروشگاه، جین متوجه می‌شود که برنامه‌ریز روز خود را در لیموزین جا گذاشته‌است، که «تمام زندگی» خود را در آن دارد از جمله پول و کارت‌های سریع مورد نیاز برای مصاحبه دانشگاه در روز بعد.
بالاخره آنها خود را به مقصد می‌رسانند و تصمیم می‌گیرند راه خود را جدا کنند. راکسی به سراغ محل فیلمبرداری می‌رود و مکس لومکس (یوجین لوی) او را دنبال می‌کند، در حالی که جین برای تبادل تراشه به ملاقات بنی می‌رود. وقتی متوجه شد سگ، رینالدو تراشه را بلعیده‌است، سعی می‌کند به جین حمله کند که از ماشین فرار می‌کند و می‌رود تا راکسی را پیدا کند. در پایان این دو نفر با یک گروه از تماشاگران روی صحنه می‌روند تا از ازدحام ایجاد شده استفاده کنند و فرار کنند. تری همچنین در تلاش است تا راکسی را پیدا کند که به بنی برخورد می‌کند و توسط او به صندوق عقب اتومبیل می‌افتد و ربوده می‌شود.
سرانجام ماکس جین و راکسی را دستگیر می‌کند اما آن‌ها فرار می‌کنند. سپس در یک گردهمایی شرکت می‌کنند، در آنجا دوقلوها به‌طور تصادفی همان مردی را که راکسی در قطار نوشیدنی اش را ریخت انتخاب می‌کنند. وقتی می‌ایستند، بحث می‌کنند. جین توضیح می‌دهد که راکسی هرگز در کنار او نبوده و زندگی را جدی نمی‌گیرد و احساس می‌کند پس از مرگ مادرشان مسئولیت هیچ کاری را بر عهده نگرفته‌است و جین همه مسئولیت را بر عهده دارد. برعکس، راکسی معتقد است که جین نیازی به کنترل همه چیز ندارد و احساس می‌کند که به او اهمیت نمی‌دهد زیرا او حتی به مصاحبه دانشگاهی جین هم دعوت نشده‌است.
جین به ملاقات بنی می‌رود اما او را همراه با رینالدو به عقب یک وانت پرتاب می‌کند سپس جین را به دیدن مادرش که مسئول کل عملیات است می‌برد: آنها DVD و CD غیرقانونی را مبادله می‌کنند. راکسی لیموزین بنی را می‌یابد و برنامه‌ریز روز جین را بازیابی می‌کند، اما تری که دست بسته‌است را در صندوق عقب پیدا می‌کند. هر دوی آنها به سمت ساختمانی می‌روند که جین برای مصاحبه دانشگاهی باید به آنجا برود، در حالی که جین از بنی دور می‌شود و یک بار دیگر فرار می‌کند و سپس به سمت جیم می‌رود که او را به همان مکان می‌برد. وقتی آنها می‌رسند، راکسی وانمود می‌کند که جین است تا بتواند به موقع مصاحبه کند، اما کارت‌های می‌ریزد و مجبور است آن را در همان‌جا درست کند، که داوران را گیج می‌کند. رئیس هیئت داوران هادسون مک گیل (دارل هموند)، همان مرد درون قطار و تاکسی است و در کنار مادر تری داور است. جین دقیقاً به موقع می‌رسد و سعی می‌کند توضیح دهد که روز آنها چگونه بوده‌است و دلیل عدم حضور او در آنجا چه بوده‌است. به‌طور ناگهانی، مکس وارد می‌شود و سعی می‌کند راکسی را دستگیر کند و همچنین بنی سر می‌رسد که می‌خواهد جین را بدزدد، اما هر دو آن‌ها توسط مکس دستگیر می‌شوند.
جین که می‌داند فرصتی برای مصاحبه ندارد همراه با راکسی آن جا را ترک می کندد. در خارج از ساختمان، هادسون مک گیل به جین می‌رسد که کارت‌های وی را پیدا کرده و به او بورس تحصیلی دانشگاهی آکسفورد می‌دهد.
ماه‌ها بعد، راکسی در حال ضبط در استودیوی خودش با گروهش است که جین، تری، جیم و حتی مکس (اکنون پلیس رسمی است) آنها را تماشا می‌کنند در حالی که همه با هم جشن می‌گیرند.